# Друштво Побратимство
Побратимство је српско соколско и антиалкохоличарско друштво основано 1906. на иницијативу Митра Радовановића у селу Дивин, у општини Билећа, по угледу на Соколско побратимско друштво у Фочи и Гимнастичарско друштво Обилић из Мостара.
Друштво је већ 1907. добровољним радом и новчаним прилозима чланова изградило своју читаоницу и просторију за вежбање. Готово сваке године су приређивали слетове у селу, а највећи је одржан 29. јула 1912. на Фатничком пољу. Током 1913. друштву је био забрањен рад, па поново одобрен и коначно забрањен 1914. године, а библиотека с просторијама спаљена.
У раздобљу од 1914. до 1918. активисти друштва Шћепан и Илија Шаренац, Илија Бојанић и Четко Чубрило су обешени, а Ђуро Радовановић је убијен у Бањој Луци. 
Друштво је обновљено 1918. и деловало под именом Соколска чета Дивин све до Априлског рата 1941, кад су многи активисти убијени, а Соколски дом, изграђен 1934. добровољним радом и прилозима чланова, спаљен.